# Hans Lutz
Hans Lutz   (Stuttgart, 31 de març de 1949) és un ciclista alemany, ja retirat, que es dedicà al ciclisme en pista i que va córrer durant els anys 70 del segle xx.
Va prendre part en dues edicions dels Jocs Olímpics: el 1972, a Múnic, en què va guanyar una medalla de bronze en la prova de persecució individual, per darrere Knut Knudsen i Xaver Kurmann; i el 1976, a Mont-real, en què va guanyar una medalla d'or en la prova de persecució per equips, junt amb Peter Vonhof, Gregor Braun i Günther Schumacher.
També es proclamà cinc vegades campió del món, quatre de persecució per equips i una individual.

## Palmarès
- 1970
  -  Campió del món de persecució per equips, junt a Günter Haritz, Peter Vonhof i Günter Schumacher
- 1972
  -  Medalla de bronze als Jocs Olímpics de Múnic en la prova de persecució individual
- 1973
  -  Campió del món de persecució per equips, junt a Günter Schumacher, Peter Vonhof i Günter Haritz
- 1974
  -  Campió del món de persecució individual amateur
  -  Campió del món de persecució per equips, junt a Günter Schumacher, Peter Vonhof i Dietrich Thurau
- 1975
  -  Campió del món de persecució per equips, junt a Günter Schumacher, Peter Vonhof i Gregor Braun
- 1976
  -  Medalla d'or als Jocs Olímpics de Mont-real en la prova de persecució per equips